# 環狀賽車

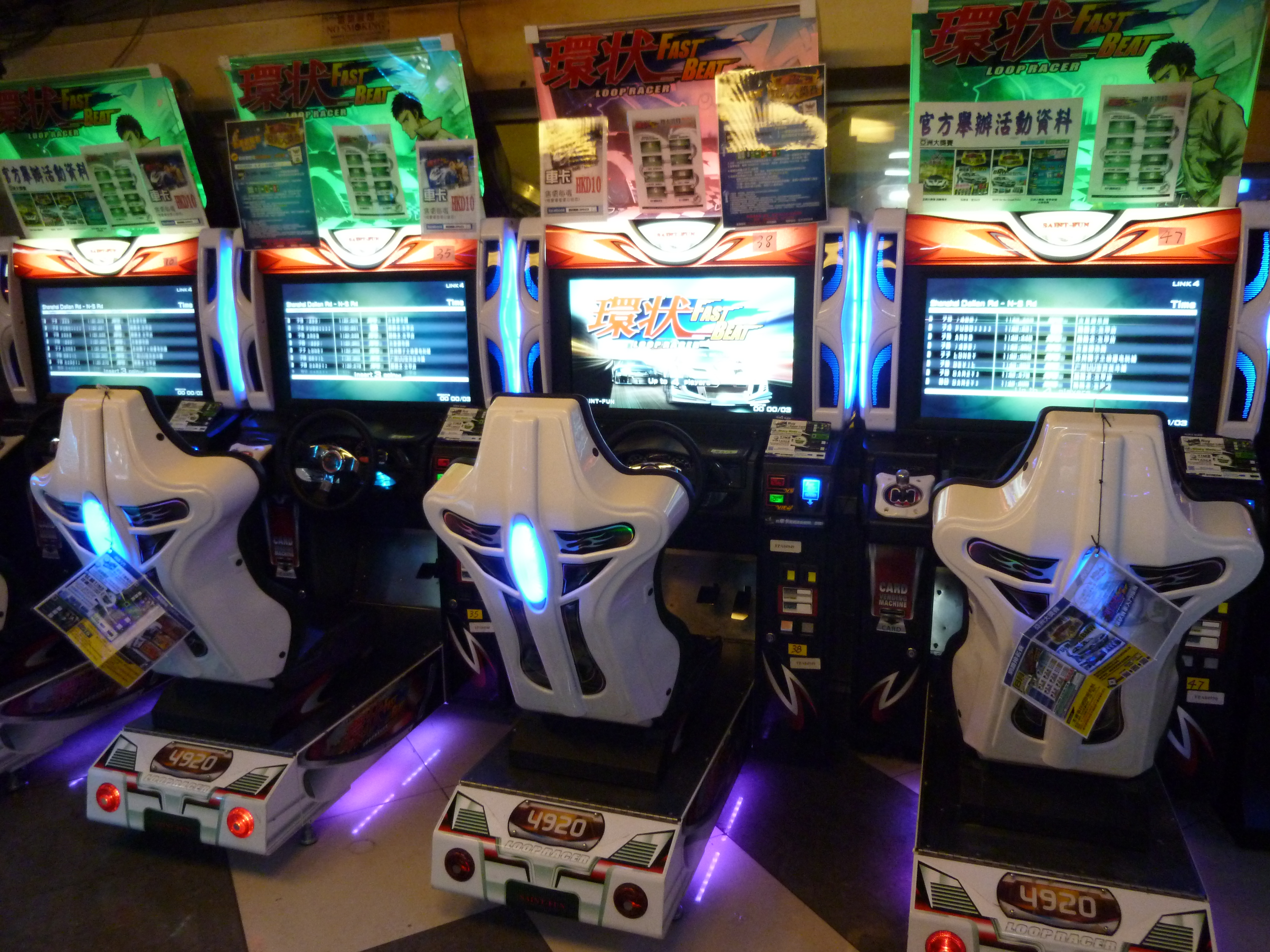
環狀賽車機台

環狀賽車 (英文：Fast Beat Loop Racer)，一款在大型機台（街機）上的賽車遊戲，製作公司為台灣的尚芳國際興業股份有限公司。遊戲於2011年推出(簡體中文版與英文版)。玩家可使用卡片儲存個人資料、最佳紀錄以及車輛改裝。2018年登陸電腦。

## 遊戲模式
- 故事模式: 隨著故事劇情發展, 依序跟對手進行對戰, 過關後可升級車輛性能。
- 計時模式: 以最少時間抵達終點。
- 行走距離模式: 限時內跑最遠距離。不時會有電腦角色亂入，成功超越對手可獲得額外時間，失敗則扣一定時間。
- 對戰模式: 和其他玩家同場比賽。(最多4人)

## 賽道
賽道總計48條, 分屬4個城市:
- 大阪:

新大阪 <-> 豐中

庄內 <-> 梅田

冢本 <-> 福島

十三 <-> 本町

新大阪 <-> 南方

加島 <-> 冢本

- 東京:

秋叶原 <-> 驹形

稻荷町 <-> 日本橋

淺草 <-> 立川

淺草 <-> 秋葉原

錦糸町 <-> 濱町

向島 <-> 秋葉原

- 上海:

外灘 <-> 世紀大道

世紀公園 <-> 延安東路

延安東路 <-> 中山南路

大連路 <-> 南北高架路

世紀大道 <-> 打浦橋

中山南路 <-> 世紀大道

- 北京

天安門 <-> 右安門東濱河路

永定門東濱河路 <-> 天安門廣場

復興門南大街 <-> 太平街

右安門東濱河路 <-> 天安門廣場

祈年大街 <-> 白紙坊橋

永安路 <-> 天安門

## 出場車輛
全車輛共計10部, 不過(基於商標擁有權問題)車種全用代號表示:

CBS88 (本田 S2000)

Px3800 (奧迪 TT)

MND-Ntr (日產 Silvia)

GR022 (三菱 Evo X)

RC5 (豐田 Supra RZ JZA80)

APS-ri (日產 GTR R35)

Levia (斯巴鲁WRX STI X)

Uroboro (日產 Fairlady Z)

F/Drake (馬自達 RX-7 FD3S)

GD-rc (蓮花 Exige)

## 對外聯結
- 官方網站 （页面存档备份，存于）
- Facebook